# Газопламенное напыление
Газопламенное напыление — наиболее доступный из методов газотермического напыления.
Газопламенное напыление предполагает формирование капель (частиц) малого размера расплавленного металла и перенос их на обрабатываемую поверхность, где они удерживаются, формируя тем самым непрерывное покрытие.
Металлический либо полимерный порошковый, проволочный либо шнуровой материал подаётся в пламя ацетилен-кислородной либо пропан-кислородной горелки, расплавляется и переносится сжатым воздухом на напыляемую поверхность, где, остывая, формирует покрытие.
Метод прост в освоении и применении, может применяться как в ручном, так и в автоматизированном режиме.
С помощью газопламенного напыления наносят износостойкие и коррозионно-стойкие покрытия из железных, никелевых, медных, алюминиевых, цинковых сплавов, баббитовые покрытия подшипников скольжения, электропроводные покрытия, электроизоляционные покрытия (рилсан), декоративные покрытия.
Широко применяется для восстановления геометрии деталей насосно-компрессорного оборудования, крышек и валов электродвигателей, нестандартного оборудования.
Покрытия, полученные газопламенным напылением, отличаются пористостью в 2-10 %, могут обрабатываться резанием либо шлифованием.